# Garry Richardson
Garry Richardson (født 1956 eller 1957) er en britisk radiovært. Han er sportsvært på morgenprogrammet Sportsweek på BBC Radio 5 Live og er også sportsvært på Today på BBC Radio 4.

## Personlige liv
Richardson støtter Oxford United F.C..

## Programmer
- Today
- Sportsweek
- Look Away Now[2]